# Simon Fraser (11. lord Lovat)
Simon Fraser, 11. Lord Lovat (ur. ok. 1667, zm. 9 kwietnia 1747 w Londynie) – szkocki jakobita, wódz klanu Fraser. Z powodu swej nieuchwytności zwany „lisem” (Fraser the Fox).
Od momentu gdy władzę przejął Wilhelm III Orański aż do roku 1714 przebywał we Francji.
Podczas pierwszej rewolty jakobickiej w 1715 popierał Jerzego I, w czasie drugiego (1745) poparł Pięknego Księcia Charliego (Karola Edwarda Stuarta). Po klęsce powstania (bitwa pod Culloden) wojska brytyjskie spaliły jego zamek w Dounie. Po trudach ucieczki, został w końcu złapany na wyspie na jeziorze Loch Morar. Odesłano go do Londynu, gdzie przeciw niemu zeznawał inny jakobita John Murray z Broughton. Wyrok śmierci zapadł 19 marca 1747 roku. Egzekucja miała miejsce (była to ostatnia dekapitacja na Tower Hill) 9 kwietnia. Ostatnie słowa skazańca były sentencją z Horacego: Dulce et decorum est pro patria mori (Jak słodko i zaszczytnie jest umrzeć za ojczyznę).